# Antigone (hoorspel)
Antigone is een hoorspelserie naar het gelijknamige toneelstuk (waarschijnlijk 441 v.C.) van Sophocles. De KRO zond het in twee delen uit, het eerste op dinsdag 11 november 1980, het tweede een week later. De gebruikte vertaling was die van Pé Hawinkels. De regisseur was Louis Houët.

## Delen
- Deel 1 (duur: 43 minuten)
- Deel 2 (duur: 54 minuten)

## Rolbezetting
- Diane Lensink (Antigone)
- Sacha Bulthuis (Ismene)
- Rudy Van Vlaanderen (Creon)
- Rob Fruithof (Haemon)
- Fé Sciarone (Eurydice)
- Eric van Ingen (Tiresias)
- Wim Kouwenhoven & Bert Dijkstra (koor van Thebanen)
- Robert Sobels (woordvoerder)
- Kees Broos (soldaat)
- René van Asten (bode)

## Inhoud
Antigone wil hoe dan ook haar dode broer begraven, al is het de koning zelf die het haar verbiedt. Zij stelt de wetten van de goden hoger dan de decreten van een heerser. Hoewel ze weet dat haar ongehoorzaamheid haar het leven kan kosten, volgt ze haar geweten en probeert ze haar broer een waardige begrafenis te geven. Voor Creon geldt geen enkele verzachtende omstandigheid. Voor hem gaat het staatsbelang voor alles en hij houdt - tegen beter weten in - vast aan zijn principes. Wie de staat genegen is, is zijn vriend; wie dat niet is, is zijn vijand. Antigones broer vocht tegen de stad, dus moet hij gestraft worden. Voor deze wet moet alles buigen, zelfs de oeroude wetten van de goden. Dat zijn onbuigzaamheid onvermijdelijk tot godslastering leidt, kan hem niet vermurwen. Dat kunnen de goden onder geen beding toestaan. Ze slaan erg hard terug. Gewaarschuwd door de ziener Tiresias komt Creon uiteindelijk op zijn besluit terug, maar hoe hij zich ook rept om de begrafenis toch nog te laten doorgaan en Antigone uit haar kerker te bevrijden, hij komt te laat. Antigone is dood en zijn zoon Haemon - verloofd met Antigone - berooft zich van het leven. Als zijn vrouw Eurydice dat hoort, slaat ook zij de hand aan zichzelf, nadat ze eerst haar man om de moord op haar zoon heeft vervloekt. Creon stort in elkaar bij zoveel leed en zucht: "Ik kan niet meer!" Hij heeft de goden getart door hen een dode te ontfutselen en hun wraak is onverbiddelijk…